# Canceller de l'Alemanya Oriental
El Canceller de l'Alemanya Oriental va ser el cap de govern de l'antiga República Democràtica Alemanya (RDA), règim comunista de 1949 a 1990 i democràtic tan sols el 1990, any en què es va unir amb la República Federal Alemanya (RFA)

## Llista de Cancellers de l'Alemanya Oriental (1949-1990)
| No. | Fotografia         | Nom                                     | Inici                  | Fi                     | Partit |
| --- | ------------------ | --------------------------------------- | ---------------------- | ---------------------- | ------ |
| 1.  | Otto Grotewohl     | Otto Grotewohl (1894-1964)              | 12 d'octubre de 1949   | 21 de setembre de 1964 | SED    |
| 2.  | Willi Stoph        | Willi Stoph (Primer mandat) (1914-1999) | 21 de setembre de 1964 | 3 d'octubre de 1973    | SED    |
| 3.  | Horst Sindermann   | Horst Sindermann (1915-1990)            | 3 d'octubre de 1973    | 29 d'octubre de 1976   | SED    |
| 4.  | Willi Stoph        | Willi Stoph (Segon mandat) (1914-1999)  | 29 d'octubre de 1976   | 13 de novembre de 1989 | SED    |
| 5.  | Hans Modrow        | Hans Modrow (*1928)                     | 13 de novembre de 1989 | 12 d'abril de 1990     | SED    |
| 6.  | Lothar de Maizière | Lothar de Maizière (*1940)              | 12 d'abril de 1990     | 2 d'octubre de 1990    | CDU    |